# Os Poetas Malditos (Verlaine)
Os Poetas Malditos (Les Poètes Maudits no original) é uma obra em prosa do poeta francês Paul Verlaine que foi publicada pela primeira vez em 1884 e mais tarde numa versão ampliada.
Em Os Poetas Malditos, Verlaine presta homenagem ao Parnasianismo "decadente" francês que marcou o fim do Segundo Império e o início da Terceira República. 
Na primeira edição, publicada em 1884, três poetas são objecto de referências alargadas: Tristan Corbière, Arthur Rimbaud et Stéphane Mallarmé. Na segunda edição, publicada em 1888, três outros poetas foram adicionados à selecção anterior: Marceline Desbordes-Valmore, Villiers de l'Isle-Adam e Pauvre Lelian (anagrama do próprio Paul Verlaine). Os comentários esclarecidos de Paul Verlaine, que conviveu com aqueles autores, são pontuados por anedotas em primeira mão.

## Síntese
A noção romântica de “maldição” do poeta já aparece em 1832 no livro de Alfred de Vigny, Stello, que expõe o problema da relação entre os poetas e a sociedade, antecipando a peça de teatro Chatterton: "(...) o dia em que foi capaz de ler ele foi Poeta e, desde então, pertence à raça sempre amaldiçoada pelos poderes da terra...". Figura trágica levada ao extremo, raiando por vezes a demência, a imagem do poeta maldito é, de alguma forma, o cume insuperável do pensamento romântico. Ela domina uma concepção de poesia característica na segunda metade do século XIX.
A expressão "poeta maldito" que se espalhou (a fama de Arthur Rimbaud e o 'rimbaldite' tem muito a ver com isso), passou a qualificar outros autores para além dos amigos de Verlaine. Em geral designa um poeta que, incompreendido desde jovem, rejeita os valores da sociedade, se comporta de forma provocante, perigosa, anti-social e autodestrutiva (especialmente com o consumo de álcool e drogas), escreve textos de leitura difícil e, em geral, morre antes que o seu génio seja reconhecido pelo seu justo valor. Puderam assim receber este qualificativo o próprio Verlaine, mas também autores como François Villon, Thomas Chatterton, Aloysius Bertrand, Gérard de Nerval, Charles Baudelaire, Lautréamont, Petrus Borel, Charles Cros, Germain Nouveau, Léon Deubel, Émile Nelligan, Antonin Artaud, Olivier Larronde, James Douglas Morrison ou Serge Gainsbourg.